# Johan Edfors
Johan Edfors (* 10. Oktober 1975 in Varberg) ist ein schwedischer Berufsgolfer der European Tour.
Er schlug 1997 die Profikarriere ein und spielte jahrelang auf der geringer dotierten Challenge Tour, bevor er dort 2003 zwei Turniere gewinnen konnte und sich für die erstrangige European Tour qualifizierte. Die erste Saison auf der großen Tour verlief nicht erfolgreich genug, aber Edfors schaffte es, über die Tour School erneut die Spielberechtigung zu erlangen. Im Jahre 2006 gelang ihm dann doch der Durchbruch mit zwei Erfolgen bei den TCL Classic und kurz darauf bei den angesehenen British Masters. Im Juli folgte der dritte und – mit über 577.000 € – wertvollste European Tour-Sieg bei den Barclays Scottish Open am Loch Lomond.
Johan Edfors hat seinen Wohnsitz in Dubai.

## European Tour Siege
- 2006 TCL Classic, British Masters, The Barclays Scottish Open

## Andere Turniersiege
- 2003 Fortis Challenge Open, Stanbic Zambia Open (beide Challenge Tour)
- 2009 Black Mountain Masters (Asian Tour)

## Teilnahme an Teambewerben
- Royal Trophy (für Europa): 2007 (Sieger), 2009, 2011 (Sieger)

## Resultate bei Major Championships
| Tournament        | 2006 | 2007 | 2008 | 2009 |
| ----------------- | ---- | ---- | ---- | ---- |
| Masters           | DNP  | CUT  | DNP  | DNP  |
| US Open           | DNP  | CUT  | CUT  | T27  |
| Open Championship | CUT  | CUT  | CUT  | T52  |
| PGA Championship  | CUT  | CUT  | DNP  | CUT  |

| Tournament        | 2010 | 2011 | 2012 | 2013 |
| ----------------- | ---- | ---- | ---- | ---- |
| Masters           | DNP  | DNP  | DNP  | DNP  |
| US Open           | DNP  | T19  | DNP  | DNP  |
| Open Championship | DNP  | DNP  | DNP  | DNP  |
| PGA Championship  | DNP  | T39  | DNP  |      |

DNP = nicht teilgenommen

CUT = Cut nicht geschafft

„T“ geteilte Platzierung

Grüner Hintergrund für Siege

Gelber Hintergrund für Top 10